# 商业信息学
商业信息学（德语：Wirtschaftsinformatik （页面存档备份，存于）；英语：Business Informatics），德国的大学学科设置之一，课程由商学院的“企业经济学”，BWL，Betriebswirtschaftslehre）课程和计算机系（“信息学”，Informatik）课程组合而成。
该专业约相当于美国商学院里面的管理信息系统（Management Information System）或信息系统（Information System）专业，或者中国的管理学院里面的管理信息系统专业。
此专业主要课程范畴是ERP软件系统及商用系统理论、电子商务理论、远程服务系统理论、计算机软硬件基础课程（含数据库理论）、通讯管理理论、系统开发管理理论。